# Giorgian De Arrascaeta
Giorgian Daniel De Arrascaeta Benedetti (Nuevo Berlín, 1 de juny de 1994) és un futbolista professional uruguaià que actualment juga al Flamengo. Normalment juga a la posició de migcampista ofensiu. La seva famíla és d'ascendència basca i italiana.